# کریستینا اگرسگی
کریستینا اگِرسِگی (به مجاری: Krisztina Egerszegi) ورزشکار زن رشتهٔ شنا اهل کشور مجارستان است. وی در بین سال‌های ‎۱۹۸۸ تا ۱۹۹۶ میلادی در مسابقات بازی‌های المپیک تابستانی در مجموع ۷ مدال، شامل ۵ مدال طلا و ۱ نقره و ۱ برنز را کسب کرد.
او با کسب پنج مدال طلای المپیک موفق‌ترین و بزرگ‌ترین شناگر زن تاریخ محسوب می‌شود.